# Otto Meißer
Otto Meißer (* 19. Juni 1899 in Apolda; † 23. Juli 1966 in Freiberg) war ein deutscher Geophysiker.

## Leben
Otto Meißer legte am Realgymnasium Weimar sein Abitur ab und studierte danach an der Universität Jena. 1923 promovierte er zu dem Thema „Dekrementbestimmung mittels Einfunkenmethode“  und erhielt das Prädikat „magna cum laude“. Zum 1. Mai 1933 trat er der NSDAP bei (Mitgliedsnummer 3.083.127) und war seit 1941 SA-Sturmführer.
Meißer war ein Pionier der Angewandten Geophysik schon vor dem Zweiten Weltkrieg.

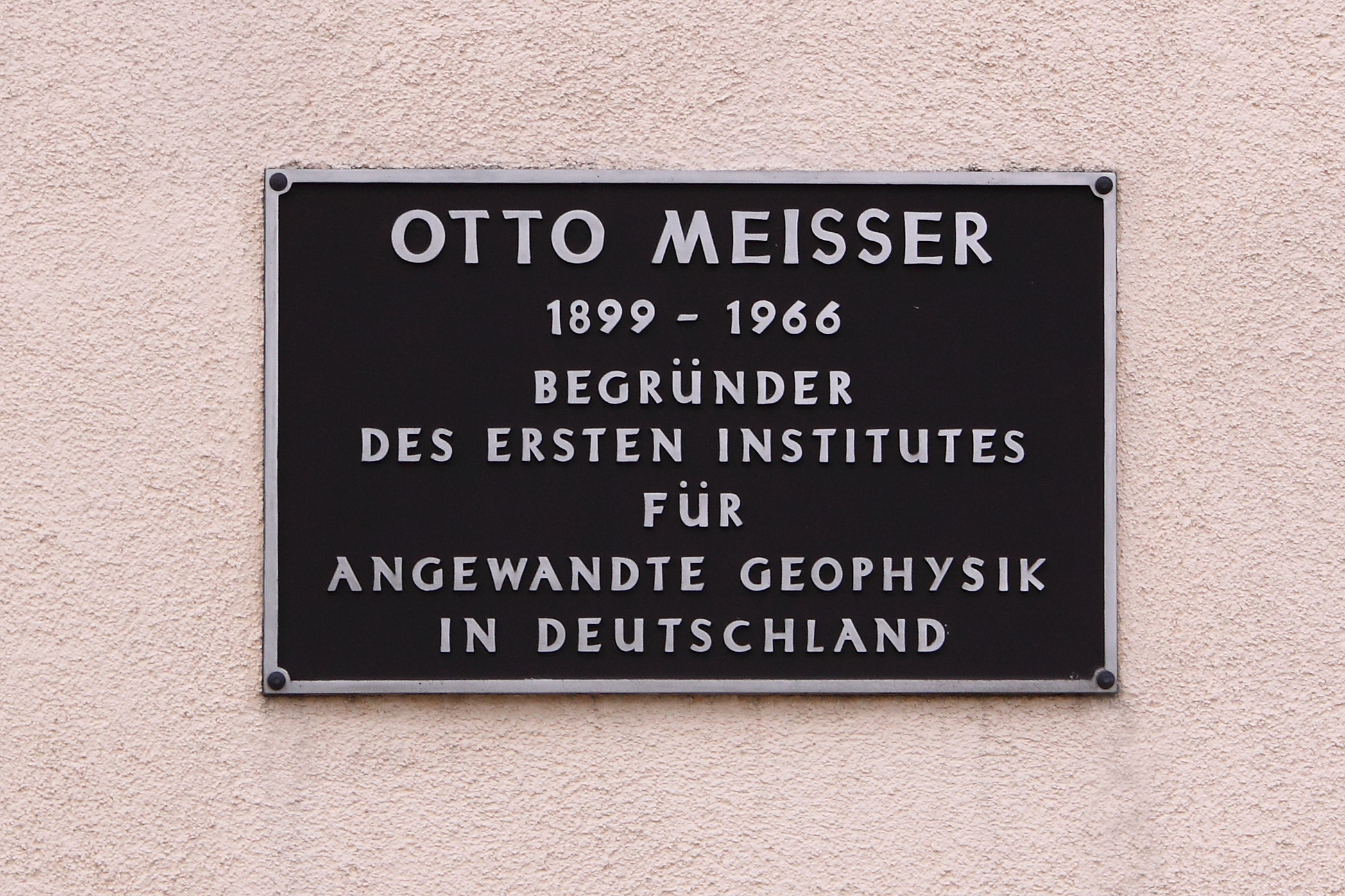
Gedenktafel am Otto-Meißer-Bau

Meißer war ordentlicher Professor für Angewandte Geophysik an der Bergakademie Freiberg, er leitete das Institut für Geodynamik in Jena. Auffällig war seine große Fähigkeit, neue Schwerpunkte angewandter geophysikalischer Verfahren zu erkennen und gezielt seine jungen Wissenschaftler mit diesen zu betrauen. Auf diese Weise wurden neue Methoden geophysikalischer Erkundungsmethoden entwickelt und qualifiziert (z. B. die Tellurik oder die Magnetotellurik).
Von 1955 bis 1957 war er Rektor der Bergakademie Freiberg. In die Zeit seines Rektorates fällt ein großer Teil des Aufbaus des Campus der Bergakademie Freiberg. 1966 wurde er zum Ehrensenator der Bergakademie ernannt. Das Gebäude des geophysikalischen Institutes trägt heute seinen Namen: „Otto-Meißer-Bau“.

## Schriften
- Praktische Geophysik. Verlag Theodor Steinkopff Dresden und Leipzig 1943

## Mitgliedschaften
- Mitglied der Deutschen Akademie der Wissenschaften zu Berlin